# Thương Nam, Thương Lạc
Thương Nam (商南县) là một huyện thuộc địa cấp thị Thương Lạc, tỉnh Thiểm Tây, Cộng hòa Nhân dân Trung Hoa. Thương Lạc nằm ở phía nam Tần Lĩnh. Huyện Thương Lạc có diện tích 2307 ki-lô-mét vuông, có địa hình chủ yếu là núi non. Toàn huyện có dân số 230.000 người chủ yếu là nông dân. Huyện Thương Nam được chia ra thành 10 trấn và 10 hương. Về giao thông, huyện này có quốc lộ 312, đường sắt Tây Hợp. Huyện này có công viên rừng rậm quốc gia Kim Ti Hạp.